# 携尾丽蛛
携尾丽蛛（学名：Chrysso caudigera），又名長尾金姬蛛，为球蛛科丽蛛属的动物。分布于台湾岛以及中国大陆的甘肃等地。